# Ларионов, Дмитрий Геннадьевич
Дмитрий Геннадьевич Ларионов (р. 22 декабря 1985, Нижний Тагил) — российский каноист, выступающий в гребном слаломе-двойке с Михаилом Кузнецовым. Бронзовый призёр Олимпийских игр 2008 года, чемпион России 2006—2007 годов.

## Биография
Воспитанник спортивного клуба «Полюс» Нижнего Тагила. Тренер — Гвоздева, Ольга Владимировна.

## Награды и звания
- Заслуженный мастер спорта России (2008)
- Медаль ордена «За заслуги перед Отечеством» II степени (2009)[1]